# Umaga (đô vật)
Edward Umar Fatu (sinh ngày 28 tháng 3 1973, chết ngày 4 tháng 12 2009) là một The Island Boyz, The Samoan Gangstas cùng với anh họ của anh là Matt Anoa'i và anh sử dụng tên trên võ đài là Ekmo.

## Sự nghiệp

### World Wrestling Entertainment
The Island Boyz, Fatu và Matt Anoa'i, được giới thiệu tới World Wrestling Entertainment vào ngày 22 tháng 7 2002. Họ được bắt phải làm việc cho quản lý của Raw lúc đó là Eric Bischoff và được quảng cáo là nhóm 3-Minute Warning, cùng với việc Fatu sử dụng cái tên Jamal,còn Anoa'i trở thành Rosey. Sau đó với việc Jamal ròi WWE vì hợp đồng của anh đã hết hạn vào tháng 6,2003.

### TNA và trở thành đô vật tự do
Fatu làm việc cho Total Nonstop Action Wrestling (TNA) trong một thời gian ngắn sau khi rời WWE với tên cũ của anh là Ekmo, và sau đó chuyển sang All Japan Pro Wrestling (AJPW) và là thành viên nhóm Roughly Obsess & Destroy (RO&D).Sau đó, cùng với Taiyō Kea, Fatu giành được đai AJPW Unified World Tag Team Championship. Anh cũng thách thức Satoshi Kojima để tranh đai Triple Crown.
Fatu cũng đấu vật ở nhiều giải đô vật tự do khác nhau, trong đó có cả Solofa's Nu-Wrestling Evolution của anh trai Fatu là Solofa.Tuy nhiên, tháng 11 năm 2005,Fatu nói rằng anh muốn trở lại World Wrestling Entertainment và nộp giấy báo thôi việc cho AJPW. Thời gian anh ở APJW được nhiều người coi là quãng thời gian anh có sự tiến bộ lớn, với việc anh trở thành quen thuộc trong những sự kiện chính và có được sức mạnh đáng nể và là người đáng tin cậy với vai trò là đô vật đánh lẻ.

### World Wrestling Entertainment

#### 2005-2006
Tháng 12 năm 2005,WWE công nhận đã ký hợp đồng trở lại với Fatu.
Sự trở lại của nhóm 3-Minute Warning được gợi ý từ nhiều tuần với việc Matt Anoai và Fatu thi đấu trong những trận dark match cùng nhau ở RAW; nhưng Rosey đã hết hợp đồng với WWE trước khi nhóm có thể trở lại trong chương trình. Ngày 3 tháng 4 năm 2006, trong chương trình RAW ở Chicago, Illinois,Fatu đã trở lại với cái tên mới là Umaga (có liên quan tới phần cuối của quá trình xăm mình ở Samoa, được gọi là "Umaga" và có nghĩa là "sự kết thúc"),cùng với quản lý của anh là Armando Alejandro Estrada,một người Cuba. Estrada đã giới thiệu Umaga với khán giả và sau đó Umaga đã tấn công Ric Flair một cách dữ dội.
Umaga được quảng cáo "Người hủy diệt từ Samoa" và làm người ta nhớ lại rất nhiều nhóm đô vật người Samoa khác trong quá khứ như The Wild Samoans, và The Headshrinkers và nó cũng vẽ lên một hình ảnh có thể so sánh với tính cách của Kamala the Ugandan Giant những năm 1980.Những trận đấu mà Umaga tham gia thường là những trận đấu mà anh thắng rất nhanh, đối phương thường không có cách nào chống cự lại, có thể nói là trận đấu 1 chiều;tuy vậy, có lần sau khi thamg gia trận đấu "1 chiều" đó, Ric Flair đã trở lại và tấn công anh...Mối thù nhỏ của họ lên tới cực điểm vời việc Umaga đã đánh bại Ric Flair tại Backlash 2006.
Tại SummerSlam, Estrada đã bảo Umaga(lúc đó chưa hề bị đánh bại) giúp đỡ gia đình McMahon (Vince và Shane) để trả thù nhóm D-Generation X (Shawn Michaels và Triple H) trong trận đấu của họ. Nhưng trong khi anh ta đang đi lên võ đài thì đã bị tấn công bởi Kane..Hai người họ bắt đầu thù nhau, và 2 tháng sau Umaga đã đánh bại Kane trong trận "Người thua rời khỏi RAW", dẫn đến việc Kane phải chuyển qua SmackDown!. Mối thù của họ tiếp tục, và sau đó tại Cyber Sunday Kane lại bị Umaga đánh bại lần nữa sau khi đã có số phiếu bầu cao nhất của các fan bầu (vượt qua Chris Benoit và The Sandman) để trở thành đối thủ của Umaga tối hôm đó..

#### 2007
Umaga, lúc này vẫn chưa bị đánh bại, đã trở thành đối thủ số 1 cho chức vô địch WWE Championship của John Cena và bắt đầu thách thức Cena cho chức vô địch, và cuối cùng đã bị đánh bại tạiNew Year's Revolution sau khi Cena dã ôm chân anh từ đằng sau, kết thúc kỉ lục bất bại của Umaga. Sau khi Estrada đùa cợt và nói rằng chiến thắng của Cena là do may mắn, tuyên bố rằng Umaga đã làm chủ trận đấu cho đến phút cuối cùng, và trận đấu "Người còn đứng cuối cùng" (Last man standing) giữa Umaga và John Cena sẽ diễn ra tại Royal Rumble. Và trong chương trình "RAW" giữa 2 chương trình pay-per-view trên, Umaga đã tấn công John Cena và làm chấn thương tì của Cena(theo kịch bản) và đẩy trận đấu vào tình thế nguy hiểm. Khi Cena từ chối không cần chữa trị vết thương và nghỉ ngơi hồi phục vì điều đó có thể bắt anh phải bỏ đai, trận đấu đã được bắt đầu để rồi sau đó Cena đã giành phần thắng sau khi thắt cổ Umaga với đòn STFU với sợi dây võ đài mà Estrada đã tháo ra đầu trận đấu.
Umaga giành được chức vô địch của anh đầu tiên ở WWE vào ngày 19 tháng 2,2007 sau khi đánh bại Jeff Hardy để giành lấy đai WWE Intercontinental Championship.
Umaga sau đó bắt đầu thù với ECW World Champion Bobby Lashley sau khi Umaga được Vince McMahon chọn làm người đại diện cho ông thi đấu "trận đấu giữa các tỉ phú"(Battle of the Billionaires) tại WrestleMania 23 và Bobby Lashley được Donald Trump. Tại WrestleMania 23,Bobby Lashley đã đánh bại Umaga bất chấp sự can thiệp của con Vince McMahon là Shane. Vào ngày 16 tháng 4,Lashley đã giúp một khán giả (thực ra đã được gài trước),Santino Marella,đánh bại Umaga trong trận No Holds Barred match và giành đai Intercontinental Championship của Umaga. Người quản lý của Umaga sau đó bị chấn thương do bị Lashley tấn công ở "ECW"  Tại Backlash,Umaga, Shane, và Vince McMahon đã đánh bại Bobby Lashley trong trận đấu mà Lashley phải chấp cả 3,và điều này giúp Mr. McMahon trở thành nhà vô địch ECW World Champion mới. Tại Judgment Day 2007, Mr. McMahon, Shane McMahon và Umaga đối đầu với Lashley trong trận tái đấu 1 chấp 3,và Lashley đã thắng, nhưng vì anh ta đã ôm chân Shane McMahon thay vì Mr. McMahon, Mr. McMahon đã giữ lại được đai. Tại One Night Stand,Lashley đánh bại Mr. McMahon để giành chức vô địch ECW World Championship,bất kể sự can thiệp từ Umaga và Shane McMahon. Vào ngày 18 tháng 6,trong một chương trình RAW, Umaga được thông báo sẽ thi đấu với Santino Marella, người đã đánh bại và lấy đai WWE Intercontinental của anh mấy tháng trước, tại Vengeance. Tại Vengeance,Umaga đã bị xử thua khi trọng tài cho dừng trận đấu sau khi Umaga không chịu dừng tấn công Santino Marella liên tục với những cú đấm mà trọng tài đã đếm tới 5.Sau đó Umaga đã kết thúc Santino Marella với 1 cú nhảy và đòn Samoan Spike. Vào ngày 2 tháng 7,2007,Umaga đã đánh bại Santino Marella trong trận tái đấu và giành đai Intercontinental lần thứ 2.. Khi là nhà vô địch, Umaga bắt đầu mối thù với Jeff Hardy, người mà anh đã đánh bại nhiều lần, nhưng vần tíêp tục tấn công và thách thức anh. Tại The Great American Bash,Umaga đã đánh bại Jeff Hardy với đòn Samoan Spike và tiếp tục giữ đai. SummerSlam Umaga tiếp tục giữ đai Intercontinental sau khi hạ Mr. Kennedy và Carlito.Tuy nhiên sau đó 2 tuần, trong chương trình RAW anh đã bị Jeff Hardy
đánh bại và mất đai.

## Trong đấu vật
- Đòn cuối vá các tuyệt chiêu
  - Samoan Spike
  - Wild Samoan Splash / Flying Sausage
  - Top rope Samoan drop - 2002
  - Wild Samoan Drop
  - Samoan Wrecking Ball
  - Swinging side slam
  - Throat thrust
  - Running headbutt drop
  - Reverse STO
  - Diving headbutt
  - [[Powerbomb#Turnbuckle powerbomb|Turnbuckle powerbomb
  - Giant swing
- Quản lý
  - Armando Alejandro Estrada
  - Shane McMahon
  - Vince McMahon
- Biệt danh
  - Trong thời gian đầu khi lấy tên là Umaga, anh có biệt danh là "Samoan Wrecking Machine" và "Samoan Smashing Machine", cả hai đều được tin (bởi một vài người) là nhại theo biệt danh của Samoan Submission Machine"; biệt danh của Samoa Joe để châm biếm. Umaga sau đó có biệt danh mới phù hợp hơn là "Samoan Bulldozer".
  - Ở AJPW, anh có biệt danh "Samoan Typhoon", cùng với người đánh đôi là Taiyo Kea có biệt danh "Hawaiian Tornado".
  - Năm 2009 anh đã qua đời trong căn bệnh tim, ban đầu anh chảy máu mũi, và sau đó anh đã được tới bệnh viện, nhưng anh đã ra đi mãi mãi.

## Các chức vô địch và danh hiệu
- All Japan Pro Wrestling

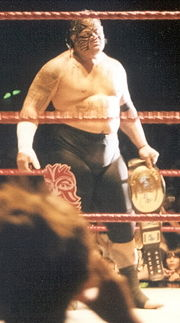
Umaga với tư cách là WWE Intercontinental Champion

  - AJPW Unified World Tag Team Championship (1 lần) - với Taiyō Kea
  - World's Strongest Tag Team League (2004) - với Taiyō Kea
- Frontier Martial-Arts Wrestling / World Entertainment Wrestling
  - FMW/WEW Hardcore Tag Team Championship (1 lần) - với Matt Anoa'i
- Hawai'i Championship Wrestling
  - HCW Kekaulike Heritage Tag Team Championship (1 lần) - với Taiyō Kea
- Heartland Wrestling Association
  - HWA Tag Team Championship (1 lần) - với Kimo
- Memphis Championship Wrestling
  - MCW Southern Tag Team Championship (3 lần) - với Kimo
- World Wrestling Entertainment
  - WWE Intercontinental Championship (2 lần)
- Wrestling Observer Newsletter
  - Đồng đội tồi tệ nhất (2002) với Rosey

## Thông tin ngoài lề
- Fatu có hình xăm Samoa trên cánh tay, chân, và lưng. Anh còn có hình xăm bông hoa hồng trên ngực trái và dòng chữ "SAMOA" trên bụng. Anh còn có hình xăm mặt người Samoa dưới cánh tay..
- Kỉ lục bất bại của Umaga kéo dài trong 34 trận đấu và bắt đầu từ ngày ra mắt của anh là tháng 4/2006 tới tháng 1/2007.Trong thời gian này anh không hề bị đối thủ ôm chân hoặc bị buộc phải chịu thua trong những trận phát trên TV, cho dù anh đã thua 2 trận sau khi bị truất quyền thi đấu vì đã bị trọng tài đếm hết.
- Trong khi thi đấu với tên là Umaga, Fatu chỉ nói tiếng Samoa. Ví dụ, trước khi dùng đòn Samoan Spike, chúng ta có thể nghe thấy anh hét lên "Fa'a Samoa", và đếm tiếng Samoa cùng với trọng tài đang đếm khi anh đã quật ngã đối thủ.
- Những mảnh vải hoa hình chữ nhật mà Umaga hay mặc lên võ đài được làm bằng tay và rất đắt tiền.

## Các tài liệu có liên quan
1. 1 2
2. 1 2 3 4  "Umaga Bio". SLAM! Sports. Bản gốc lưu trữ ngày 14 tháng 7 năm 2012. Truy cập ngày 30 tháng 7 năm 2007.
3. ↑  "RAW results - 22 tháng 7 năm 2002". Online World of Wrestling. Truy cập ngày 10 tháng 7 năm 2007.
4. ↑  "NWA:TNA - 24 tháng 9 năm 2003 Results". Online World of Wrestling. Truy cập ngày 10 tháng 7 năm 2007.
5. ↑  "WWE Brings Back Rosey's Ex-Partner Jamal". Lords of Pain. Bản gốc lưu trữ ngày 26 tháng 9 năm 2007. Truy cập ngày 10 tháng 7 năm 2007.
6. ↑  "RAW - 9 tháng 1 năm 2006 Results". Online World of Wrestling. Truy cập ngày 10 tháng 7 năm 2007.
7. ↑  "Samoan Sensation". Truy cập ngày 15 tháng 2 năm 2007.
8. ↑  "RAW - 3 tháng 4 năm 2006 Results". Online World of Wrestling. Truy cập ngày 10 tháng 7 năm 2007.
9. ↑  "RAW - 10 tháng 4 năm 2006 Results". Online World of Wrestling. Truy cập ngày 10 tháng 7 năm 2007.
10. ↑  "RAW - 24 tháng 4 năm 2006 Results". Online World of Wrestling. Truy cập ngày 10 tháng 7 năm 2007.
11. ↑  "Backlash 2006 Results". Online World of Wrestling. Truy cập ngày 10 tháng 7 năm 2007.
12. ↑  "SummerSlam 2006 Results". Online World of Wrestling. Bản gốc lưu trữ ngày 27 tháng 6 năm 2009. Truy cập ngày 10 tháng 7 năm 2007.
13. ↑  "RAW results - 9 tháng 10 năm 2006 Results". Online World of Wrestling. Truy cập ngày 10 tháng 7 năm 2007.
14. ↑  "Cyber Sunday 2006 Results". Online World of Wrestling. Truy cập ngày 10 tháng 7 năm 2007.
15. ↑  "New Year's Revolution 2007 Results". Online World of Wrestling. Truy cập ngày 10 tháng 7 năm 2007.
16. ↑  "RAW - 8 tháng 1 năm 2007 Results". Online World of Wrestling. Truy cập ngày 10 tháng 7 năm 2007.
17. ↑  "RAW - 22 tháng 1 năm 2007 Results". Online World of Wrestling. Truy cập ngày 10 tháng 7 năm 2007.
18. ↑  "Royal Rumble 2007 Results". Online World of Wrestling. Truy cập ngày 10 tháng 7 năm 2007.
19. ↑  "RAW results - 19 tháng 2 năm 2007". Online World of Wrestling. Truy cập ngày 10 tháng 7 năm 2007.
20. ↑  "RAW - 26 tháng 2 năm 2007 Results". Online World of Wrestling. Truy cập ngày 10 tháng 7 năm 2007.
21. ↑  "WrestleMania 23 Results". Online World of Wrestling. Truy cập ngày 10 tháng 7 năm 2007.
22. ↑  "RAW - 16 tháng 4 năm 2007 Results". Online World of Wrestling. Truy cập ngày 10 tháng 7 năm 2007.
23. ↑  "ECW on SciFi - 24 tháng 4 năm 2007 Results". Online World of Wrestling. Truy cập ngày 10 tháng 7 năm 2007.
24. ↑  "Backlash 2007 Results". Online World of Wrestling. Truy cập ngày 10 tháng 7 năm 2007.
25. ↑  "Judgment Day 2007 Results". Online World of Wrestling. Truy cập ngày 10 tháng 7 năm 2007.
26. ↑  "One Night Stand 2007 Results". Online World of Wrestling. Truy cập ngày 10 tháng 7 năm 2007.
27. ↑  "RAW - 18 tháng 6 năm 2007 Results". Online World of Wrestling. Truy cập ngày 10 tháng 7 năm 2007.
28. ↑  "Vengeance 2007 Results". Online World of Wrestling. Truy cập ngày 10 tháng 7 năm 2007.
29. ↑  "RAW - 2 tháng 7 năm 2007 Results". Online World of Wrestling. Truy cập ngày 10 tháng 7 năm 2007.